# Джерело «Калиновий кущ»
Джерело «Калиновий кущ» — гідрологічна пам'ятка природи місцевого значення. Об'єкт розташований на території Лисянського району Черкаської області, 3-й км шляху Лисянка — Київ.
Площа — 0,3 га, статус отриманий у 1975 році.